# Palais Bluff
Das Palais Bluff ist ein 400 m hohes Felsenkliff im Nordwesten der antarktischen Ross-Insel. Es ragt oberhalb der Wohlschlag Bay zwischen der Mündung des Shearwater Glacier und dem Quaternary Icefall auf.
Das Advisory Committee on Antarctic Names benannte das Kliff 2000 auf Vorschlag des neuseeländischen Geochemikers Philip Raymond Kyle nach Julie Michelle Palais (* 1956), Programmmanagerin für Glaziologie im Amt für Polarprogramme der National Science Foundation, die als Doktorandin der Ohio State University an glaziologischen und vulkanologischen Studien auf der Ross-Insel beteiligt war.